# ستيف سميث (لاعب اتحاد الرغبي بريطاني)
ستيف سميث (بالإنجليزية: Steve Smith)‏ هو لاعب اتحاد الرغبي بريطاني، ولد في 22 يوليو 1951 في ستوكبورت في المملكة المتحدة.

## وصلات خارجية
- ستيف سميث عل موقع إسبنسكروم (الإنجليزية)